# Senatore Borletti
Senatore Borletti (Milano, 19 novembre 1880 – Milano, 13 dicembre 1939) è stato un imprenditore e politico italiano.

## Biografia

### Origini e primi anni
Figlio di Romualdo, noto imprenditore nei campi del lino e della canapa, e di Giovanna Caterina Balicco (figlia di Lorenzo Balicco, imprenditore, politico, e militare attivo nelle lotte risorgimentali), Senatore compie i suoi studi a Milano dove, nel 1898, consegue il diploma di ragioneria al Regio Istituto Carlo Cattaneo. In luogo dell'università in Italia completa i propri studi commerciali in Germania, dove risiede per due anni. Tornato a Milano nel 1900 inizia a lavorare nell'azienda paterna, la Borletti & Pezzi, seguendo in modo particolare i rapporti con l'estero e le esportazioni per la sua già buona conoscenza delle lingue inglese e tedesco. L'anno successivo, venuto a mancare improvvisamente suo padre, deve prendere le redini dell'impresa, a capo della quale si dimostra un amministratore attento ed oculato, che sa se, quando e come reinvestirne i proventi. Nel giro di pochi anni si afferma come il punto di riferimento dell'industria e del commercio dei filati: apre a Gand, in Belgio, il Comptoir belge de l'industrie textile, risolleva da una forte crisi finanziaria la ditta di esportazione di tessili Società anonima Enrico Dell'Acqua e C. e dà vita a due grandi realtà di settore, la Filature e Tessiture Riunite e la Filatura Lombarda.
Nel 1906 è fra i promotori della Filatura lombarda di lino e canape, dotata di un avanzato stabilimento a Pontevico (BS). Nel 1911 entra nel consiglio di amministrazione delle Filature e tessiture riunite in occasione della trasformazione dell’azienda in società anonima, diventando poi presidente nel 1914. Nel 1917, assieme al fratello Aldo, amplia la sua attività alla meccanica di precisione fondando la "Officine Fratelli Borletti", che si specializza inizialmente nella produzione di orologi e strumenti di misura (voltmetri, tachimetri, etc) dando vita al ben noto marchio "Veglia". Nei due anni successivi, tuttavia, i Borletti si dedicano alle ben più fruttuose commesse belliche avviando la produzione di spolette con un guadagno che - secondo il direttore del Corriere della Sera - dà adito a chiacchiere malevole nella pubblica opinione e negli ambienti che contano.

### D'Annunzio e il caso del Piroscafo Cogne
Nazionalista e interventista della prima ora Borletti è amico personale di Gabriele D'Annunzio, del quale appoggia con ingenti finanziamenti l'impresa di Fiume, ed è proprio il poeta a sceglierlo come mediatore quando, il 1 settembre 1920, la Reggenza italiana del Carnaro (il governo di fatto istituito a Fiume dai legionari), sequestra il piroscafo italiano Cogne. Proveniente da Genova e diretto a Buenos Aires il Cogne viene dirottato dai membri dell'equipaggio alla volta di Fiume e lì sequestrato per chiedere un riscatto al governo italiano per salvaguardare il notevole quantitativo di merci trasportate. Il mancato accordo tra le parti spinge Borletti a creare un sindacato tra gli industriali lombardi che riesce a raccogliere i 12 milioni di lire richiesti.

### Fallimento della Banca Italiana di Sconto

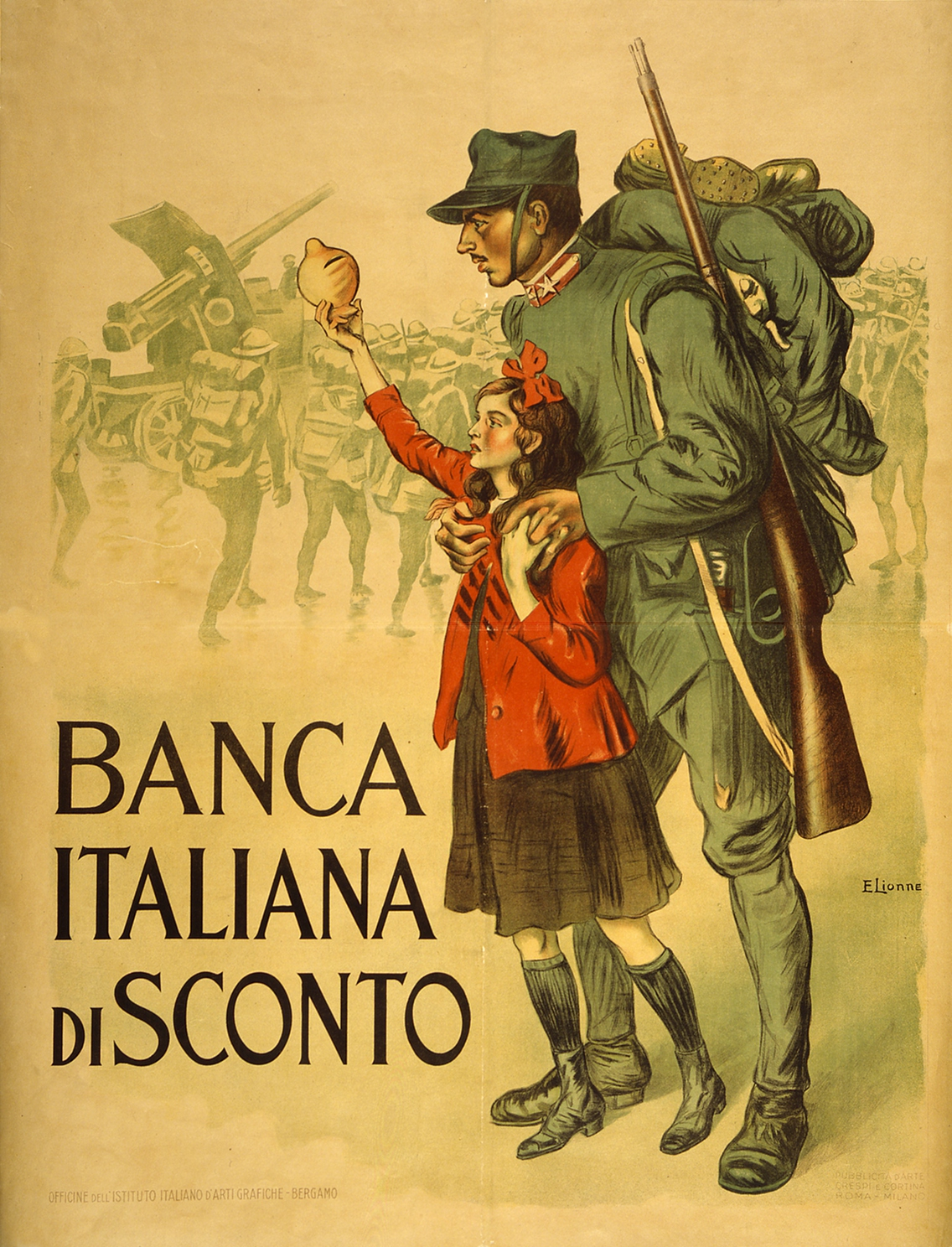

Nel 1924 Borletti viene chiamato a rispondere del fallimento della Banca Italiana di Sconto (BIS) con tutto il consiglio di amministrazione dell'istituto, del quale è membro dalla fondazione. Costituita nel 1914 in opposizione alla Banca Commerciale Italiana e al Credito Italiano, invise ai nazionalisti per la presenza di capitali esteri, la Banca di Sconto ha un ruolo fondamentale nel finanziamento della produzione bellica, in modo particolare dell'Ansaldo di Genova, all'epoca proprietà dei fratelli Mario e Pio Perrone. Questi ultimi, arricchitisi all'inverosimile con le commesse belliche, dopo aver fallito una scalata alla proprietà della Banca Commerciale Italiana utilizzano i finanziamenti per la riconversione alla cantieristica navale per acquistare azioni della BIS, verso la quale si indebitano senza riuscire a conquistare la maggioranza del pacchetto azionario, trascinando l'istituto nel rovinoso fallimento cui vanno giocoforza incontro. Il processo si conclude tuttavia nel 1926 con una sentenza di assoluzione di chiara matrice politica.

### Socio in affari con Arnoldo Mondadori

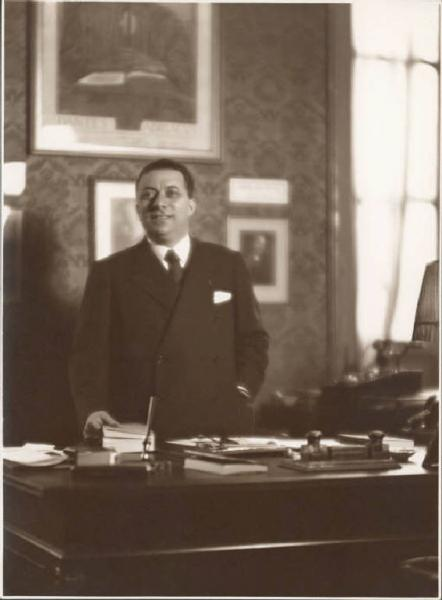
Arnoldo Mondadori

Contro l'ipotesi dei soci fratelli Franchini, che propongono un'intesa con il concorrente e rivale fiorentino Bemporad, Mondadori riesce a realizzare nel 1921 un accordo con Borletti che rappresenta il definitivo salto di qualità della sua casa editrice, tale da garantire sia un più stabile accesso al credito sia un rapporto organico con le nuove classi politiche del nascente potere fascista. Di qui la scelta del 31 maggio 1921 di nominarlo presidente della nuova Arnoldo Mondadori Editore con sede a Milano, di cui lo stesso Mondadori diviene consigliere delegato. Raggiunto tale obiettivo che garantisce stabilità finanziaria e solide relazioni politiche, Mondadori può dedicarsi liberamente ai progetti che più lo interessano. Convinto della necessità di garantirsi un mercato sicuro anche nei momenti di crisi, Mondadori in primo luogo conferma quella vocazione allo scolastico che costituisce nel tempo l'asse portante della casa editrice, tanto da arrivare a rappresentare circa un terzo dell'intera produzione. Alla produzione per la scuola, il Mondadori affianca poi una ricca offerta di libri e periodici per l'infanzia che confluisce nel Giornalino della domenica, storica testata per bambini dalle straordinarie copertine, illustrate dai migliori disegnatori dell'epoca, acquistata da Mondadori nel 1925. Ma il vero successo di vendite viene dall'acquisizione sempre nel 1921 dei diritti dell'Enciclopedia dei ragazzi. L'opera è presentata nella vasta campagna pubblicitaria come il corredo indispensabile per ogni scolaro. Non contento di pubblicare quella che di fatto è una ristampa, Mondadori decide l'edizione di una traduzione interamente rinnovata nella veste tipografica e nei contenuti; la nuova opera, edita nel 1935, ha circa 40 tra edizioni e ristampe, sino all'ultima edizione del 1979.

### Adesione e sostegno al fascismo

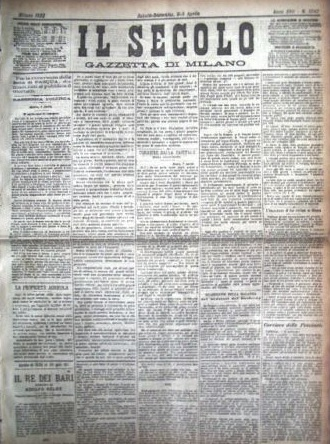
«Il Secolo»: un numero dell'aprile 1882

Nel corso di questo lungo periodo la figura di Borletti emerge e si afferma anche nella vita politica, la cui ascesa comincia col sostegno a D'Annunzio e all'intervento italiano nella prima guerra mondiale. Tale impegno prosegue negli anni '20 dalle colonne de Il Secolo, un quotidiano fondato da Edoardo Sonzogno nel 1866. Nel 1923, dopo che il quotidiano milanese si è inimicato il regime per una serie di inchieste sul PNF e per la definizione "schiavisti agrari" data ai fascisti, partecipa ad una cordata di industriali lombardi guidata dal consigliere delegato della Edison, l'ingegnere Giacinto Motta, che comprende tra gli altri Arnoldo Mondadori. La nuova linea editoriale fiancheggia incondizionatamente il fascismo non ancora dittatura e apre una serie di campagne ostili contro giornalisti e imprenditori ostili al nuovo capo del Governo, delle quali una vittima illustre è Luigi Albertini, direttore del Corriere della Sera.

### La Rinascente e l'UPIM

Una macchina per cucire Borletti

Fin dalla fondazione delle officine e dal successo del marchio Veglia, Borletti è a tutti gli effetti un industriale rampante, un uomo che confida nella diversificazione per aumentare non solo i propri profitti ma anche le possibilità di crescita del gruppo di cui è a capo. Mentre le sue Officine di Milano si dedicano al nuovo settore della macchine per cucire, allora foriero di grandi sviluppi, l'imprenditore milanese rileva dai fratelli Bocconi i grandi magazzini "Alle città d'Italia", impresa fondata nel 1877 trasformando allo scopo l'edificio dell'ex albergo Confortable sull'esempio del parigino Le Bon Marché, aperto nel 1838. I Bocconi, forse per l'inesperienza italiana nel settore, avevano omesso di dare un preciso indirizzo aziendale all'impresa, pensando di potersi rivolgere indifferentemente a tutte le fasce della possibile clientela e l'impresa, venuto meno il fondatore, era andata in crisi per l'incapacità dei suoi eredi. Con l'aiuto di Umberto Brustio, marito di sua sorella, Borletti fonde la Bocconi coi "Magazzini Vittoria" e il 27 settembre 1917 dà vita alla Società anonima La Rinascente per l'esercizio dei grandi magazzini col sostegno economico dell'ancora attiva Banca Italiana di Sconto. Il nuovo nome, necessario per evitare che i precedenti della Bocconi nuocessero all'impresa, viene coniato da Gabriele D'Annunzio (un'azienda che rinasce).

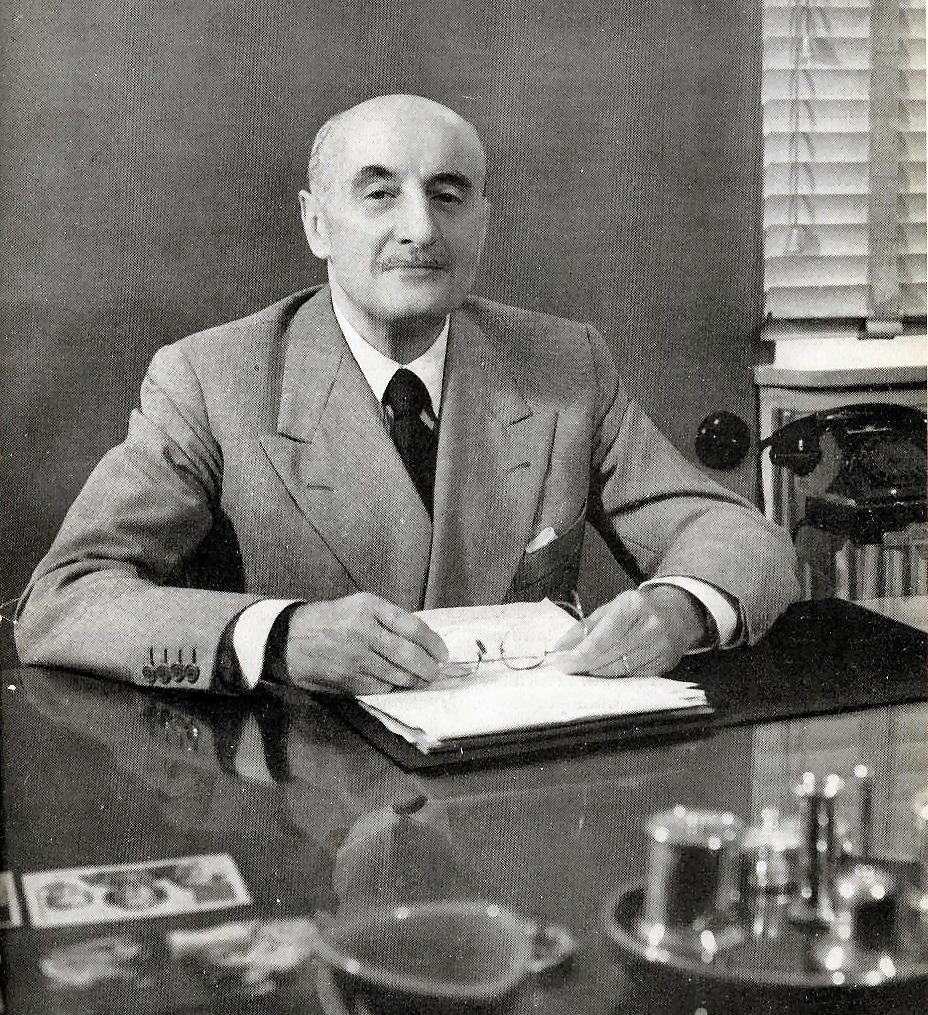
Umberto Brustio, cognato di Borletti e amministratore delegato de La Rinascente e UPIM

Facendo tesoro della negativa esperienza dei Bocconi, Borletti rivolge La Rinascente ad una fascia prevalentemente alta della clientela, che cerca non solo gli abiti confezionati ma anche prodotti di pregio se non di lusso. Non volendo perdere la fascia medio-bassa della clientela, che è la maggioranza della popolazione, decide di avviare una seconda catena di distribuzione, la Unico Prezzo Italiano, UPI, che per distinguersi da una preesistente agenzia di pubblicità, muta la propria ragione sociale in UPIM aggiungendo la parola Milano. La UPIM vende prodotti a prezzo fisso, da 1 a 4 lire, e la clientela può per questo pagare anticipatamente all'entrata, acquistando dei buoni per un valore corrispondente agli articoli da acquistare, mostrando poi entrambi all'uscita.

### Tessili naturali e artificiali
Nel decennio degli anni '20 Borletti attua una scalata alle aziende minori del settore tessile e riesce a riunire nella neo-costituita Linificio e canapificio nazionale anche aziende di media grandezza, che aderiscono al cartello predominante dell'imprenditore milanese pur mantenendo la propria indipendenza. La concentrazione dà inizialmente buoni frutti ma l'impresa fa presto a venire coinvolta nella grave crisi economica conseguente al crollo della borsa di Wall Street, col risultato che la produzione nazionale scende da 949.000 a 545.000 quintali. Fidando nell'aiuto del Regime (Borletti è iscritto al PNF dal 1924) le sorti aziendali si risollevano nel giro di pochi anni grazie all'impegno nell'autarchia (sostituzione con materia prima italiana delle fibre estere) e più ancora alla campagna di Abissinia, per la quale si assicura l'esclusiva della fornitura delle uniformi alle truppe. Una congiuntura sfavorevole del mercato, legata al divieto governativo di importare dall'estero la materia prima e all'insufficiente produzione nazionale della stessa, non consentono tuttavia di tornare ai precedenti livelli, e men che meno aumentarli, ed è in questa situazione che il Borletti entra nel settore in piena crescita dei tessili artificiali assumendo il controllo della SNIA Viscosa.

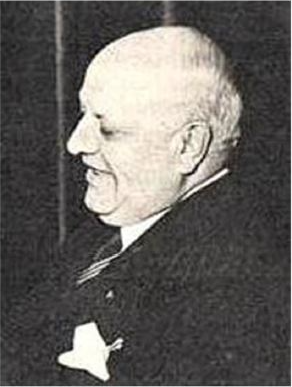
Franco Marinotti

L'occasione arriva con le conseguenze della citata crisi economica mondiale che trova il fondatore della società, Riccardo Gualino, indebitato fino al collo col sistema bancario per una serie di investimenti e speculazioni finanziarie andati in fumo. Di sentimenti antifascisti, e quindi rimasto privo di qualsiasi aiuto (viene anzi inviato al confino a Lipari per bancarotta fraudolenta) è costretto a cedere le sue quote al Borletti, che chiama al ruolo di amministratore delegato Franco Marinotti, conosciuto al tempo in cui quest'ultimo, nel 1921, si occupava di esportare i prodotti tessili italiani in URSS attraverso la Compagnia Italiana Commercio Estero. I due riescono a risollevare le sorti dell'azienda attraverso un'oculata politica autarchica (uso della cellulosa per la produzione della viscosa, della caseina per il Lanital, etc), e una solida alleanza coi possibili concorrenti (a partire dalla CISA, Compagnia Italiana Sistema Viscosa), portando in pochi anni il fatturato ad oltre mezzo miliardo. Borletti ne rimane presidente fino alla sua prematura scomparsa avvenuta all'età di 59 anni il 13 dicembre 1939 a seguito di una congestione polmonare.

### Famiglia
Sposato con Anna Dell'Acqua, ha avuto tre figli: Aldo, Ida e Romualdo.

### Sport
Nel 1926 acquista il Football Club Internazionale da Enrico Olivetti, ne diventa il decimo presidente e rimane in carica fino al fine agosto 1928 quando, per ordine dell'Ente Sportivo Provinciale Fascista della Federazione Provinciale Milanese (ente presieduto da Rino Parenti), viene decisa la fusione coatta fra Inter e U.S. Milanese dando vita alla Associazione Sportiva Ambrosiana. Gli succede Ernesto Torrusio (vice presidente dell'E.S.P.F.) quale Commissario Straordinario e in seguito quale Presidente.

## Archivio
La documentazione prodotta da Senatore Borletti durante il periodo in cui fu presidente della Società anonima La Rinascente (1917-1939) è raccolta nel fondo Carte Brustio (La Rinascente) conservato presso l'Istituto di storia economica dell’Università commerciale L. Bocconi di Milano.